# 莫尔日城堡

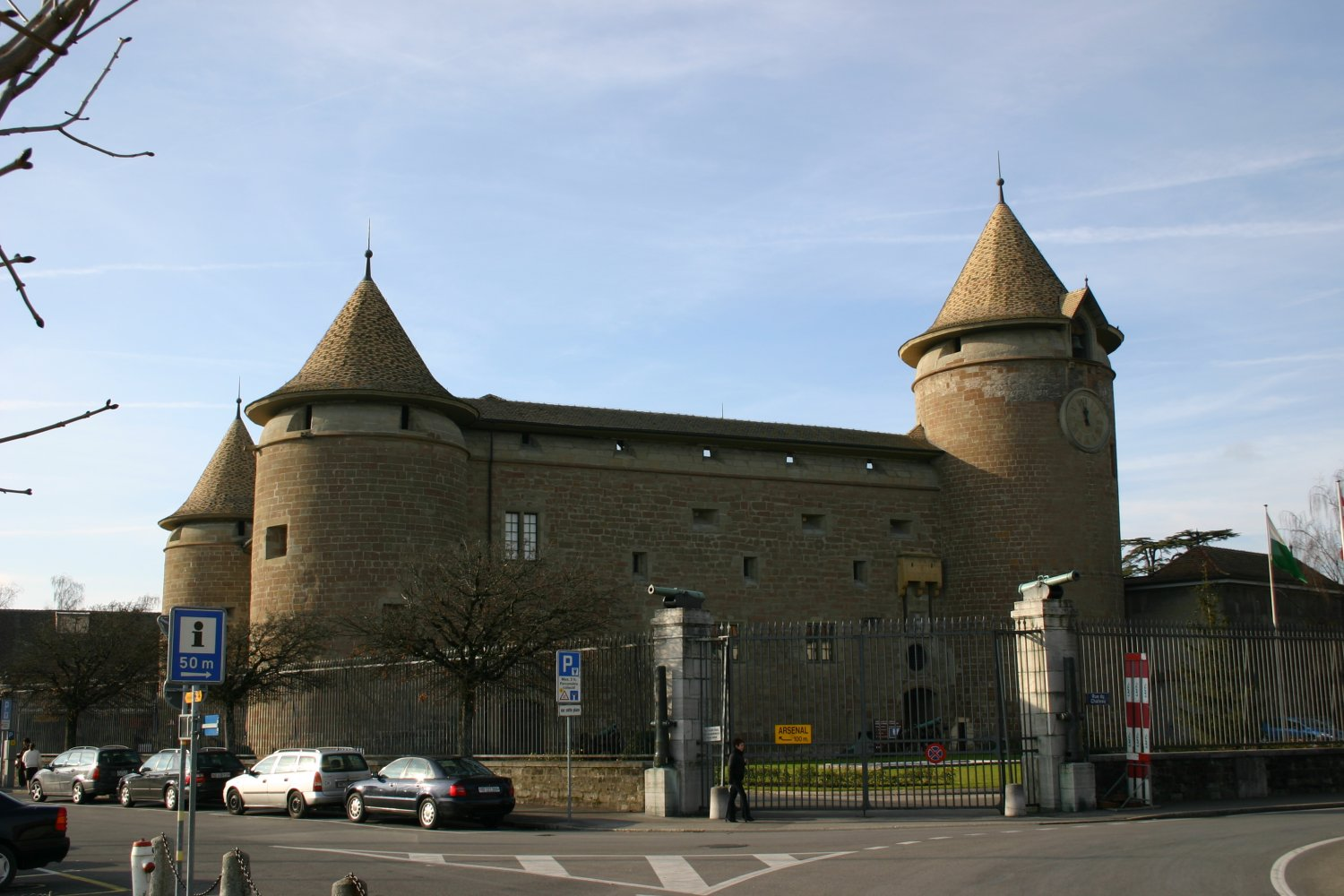
莫尔日城堡

莫尔日城堡（法語：Château de Morges）是位于瑞士沃州莫尔日的一座城堡，位于莱芒湖北岸。城堡由萨伏依的路易建于1286年。
目前，莫尔日城堡是四家博物馆的所在地，分别是：沃州军事博物馆（Musée militaire vaudois）、火炮博物馆（Musée de l'artillerie）、瑞士历史雕像博物馆（Musée suisse de la figurine historique）和瑞士宪兵博物馆（Musée de la gendarmerie）。